# Украинка (Алейский район)
Украинка — упразднённый посёлок в Алейском районе Алтайского края России. На момент упразднения входил в состав Плотавского сельсовета. Исключён из учётных данных в 1975 году.

## География
Посёлок находился в центральной части края, восточнее вершины лога Объемный, на расстоянии приблизительно 6 километров (по прямой) к юго-западу от поселка Бориха.

### Климат
Резко континентальный. Средняя температура января −17,6 °С, июля — +20 °С. Годовое количество осадков — 440 мм.

## История
По некоторым сведениям переселенческий участок Спорный на землях Кабаковского колонизационного фонда начал заселяться в 1927 году. В 1930 году в посёлке образован колхоз имени Свердлова.